# Marion (Indiana)
Marion is een stadje in het noordoosten van de Amerikaanse staat Indiana, vooral bekend als de geboorteplaats van acteur James Dean.
Marion is de hoofdplaats van Grant County (er is ook een Marion County in Indiana, met hoofdplaats Indianapolis). Marion heeft 31.320 inwoners (volkstelling 2000) en een oppervlakte van 34,6 km2.
De stad, in 1831 gevestigd, werd vernoemd naar de Amerikaanse revolutionaire generaal Francis Marion. Marion ligt in aan de rivier Mississinewa, 11 kilometer ten zuiden van de plek waar in 1812 een veldslag werd uitgevochten tussen Miami-Indianen en een Amerikaans expeditieleger tijdens de Oorlog van 1812. De veldslag wordt nog elk jaar nagespeeld in Grant County.
In 1930 vond in Marion de laatste lynchpartij in het Amerikaanse noorden plaats. Op 7 augustus van dat jaar verzamelde een massa van 10.000 mensen zich bij de gevangenis en werden twee Afro-Amerikanen opgehangen, die beschuldigd waren van de verkrachting van een blanke vrouw en de moord op haar vriend. Een derde verdachte, James Cameron, overleefde en zou later het America's Black Holocaust Museum in Milwaukee stichten.
In Marion is Indiana Wesleyan University gevestigd, de grootste particuliere universiteit in Indiana. met 14.000 studenten. De universiteit (tot 1989 bekend als Marion University) is geaffilieerd is met de methodistische Wesleyan Church.

## Bekende inwoners
- Willis Van Devanter (1859-1941), rechter, lid van het Hooggerechtshof
- Cole Porter (1891-1964), zanger en componist
- James Dean (1931-1955), acteur
- Mike Melvill (1940), astronaut, piloot van SpaceShipOne
- Jim Davis (1945), tekenaar van de strip Garfield
- Wayne Seybold (1963), Olympisch kunstschaatskampioen, burgemeester van Marion